# Annie Thébaud-Mony
Pour les articles homonymes, voir Thébaud et Mony.
Annie Thébaud-Mony, née le 5 octobre 1944, est une sociologue française de la santé, connue pour ses recherches et son travail associatif sur les maladies professionnelles.

## Biographie
Elle est directrice de l'unité Inserm GISCOP93 (Groupement d'Intérêt Scientifique sur les Cancers d’Origine Professionnelle) à l'Université Paris 13.
Elle est responsable scientifique d'un programme de sociologie comparée de la production de connaissances en santé au travail : France, Brésil, Québec, Japon (ANR)
Elle préside l'association Henri Pézerat (santé, travail, environnement), directeur de recherches au CNRS, toxicologue, lanceur d'alerte, décédé en 2009, dont elle fut la compagne. 
Elle est porte-parole de Ban Asbestos France, une association française s’occupant des risques engendrés par l’amiante.

### Vie privée
Elle est mère de trois enfants.

## Distinction
Le 13 juillet 2012, Annie Thébaud-Mony est nommée au grade de chevalier dans l'ordre national de la Légion d'honneur au titre de « directrice de recherche honoraire à l'Institut national de la santé et de la recherche médicale, spécialiste de la santé au travail ; 39 ans de services ». Elle décide ensuite de ne pas être faite chevalier de l'ordre et donc de ne pas entrer dans l'ordre, afin de dénoncer l'« indifférence » qui touche la santé au travail et l'impunité des « crimes industriels ». Elle écrit une lettre à la ministre chargée de l’Égalité des territoires et du Logement, Cécile Duflot, pour expliquer pourquoi. Elle y dénonce un manque de financement de ce secteur de recherche.

## Pour approfondir